# Full Circle (Doors-Album)
Full Circle (dt. geschlossener Kreis) ist das achte Studioalbum der US-amerikanischen Rockband The Doors. Es erschien im August 1972 bei Elektra Records. Es ist das zweite nach Jim Morrisons Tod im Juli 1971 und das vorerst letzte, bevor 1978 noch An American Prayer erschien.

## Geschichte
Auf dem im Frühjahr 1972 aufgenommenen selbstproduzierten Album teilen sich Keyboarder Ray Manzarek und Gitarrist Robbie Krieger erneut den Gesang. Der Bass wurde wie auf früheren Alben von verschiedenen Gastmusikern übernommen. Mit Good Rockin’ von Roy Brown war auch ein Cover enthalten. Das Album erreichte Platz 68 der US-amerikanischen Charts. Die erste Single The Mosquito kam in den USA auf Platz 85, in Deutschland auf Platz 25.
Eine CD-Version erschien erst 2006 beim Label Timeless Holland.

## Kritik
Lindsay Planer von Allmusic vergab 4 von 5 Sternen. Sie schrieb, Full Circle sei definitiv ein angemessener Name für das Album. “Full Circle (1972) is definitely an appropriate name for this last project of original material to be issued under the Doors moniker. […] While there are a handful of undeniably remarkable cuts scattered throughout, Full Circle is increasingly sporadic and less focused than its predecessor.”

## Titelliste

### Seite eins
1. Get Up and Dance (Krieger, Manzarek) – 2:26
2. 4 Billion Souls (Krieger) – 3:18
3. Verdilac (Krieger, Manzarek) – 5:40
4. Hardwood Floor (Krieger) – 3:38
5. Good Rockin’ (Roy Brown) – 4:22

### Seite zwei
1. The Mosquito (Densmore, Krieger, Manzarek) – 5:16
2. The Piano Bird (Conrad, Densmore) – 5:50
3. It Slipped My Mind (Krieger) – 3:11
4. The Peking King and the New York Queen (Manzarek) – 6:25